# Embajada (Moros y Cristianos)

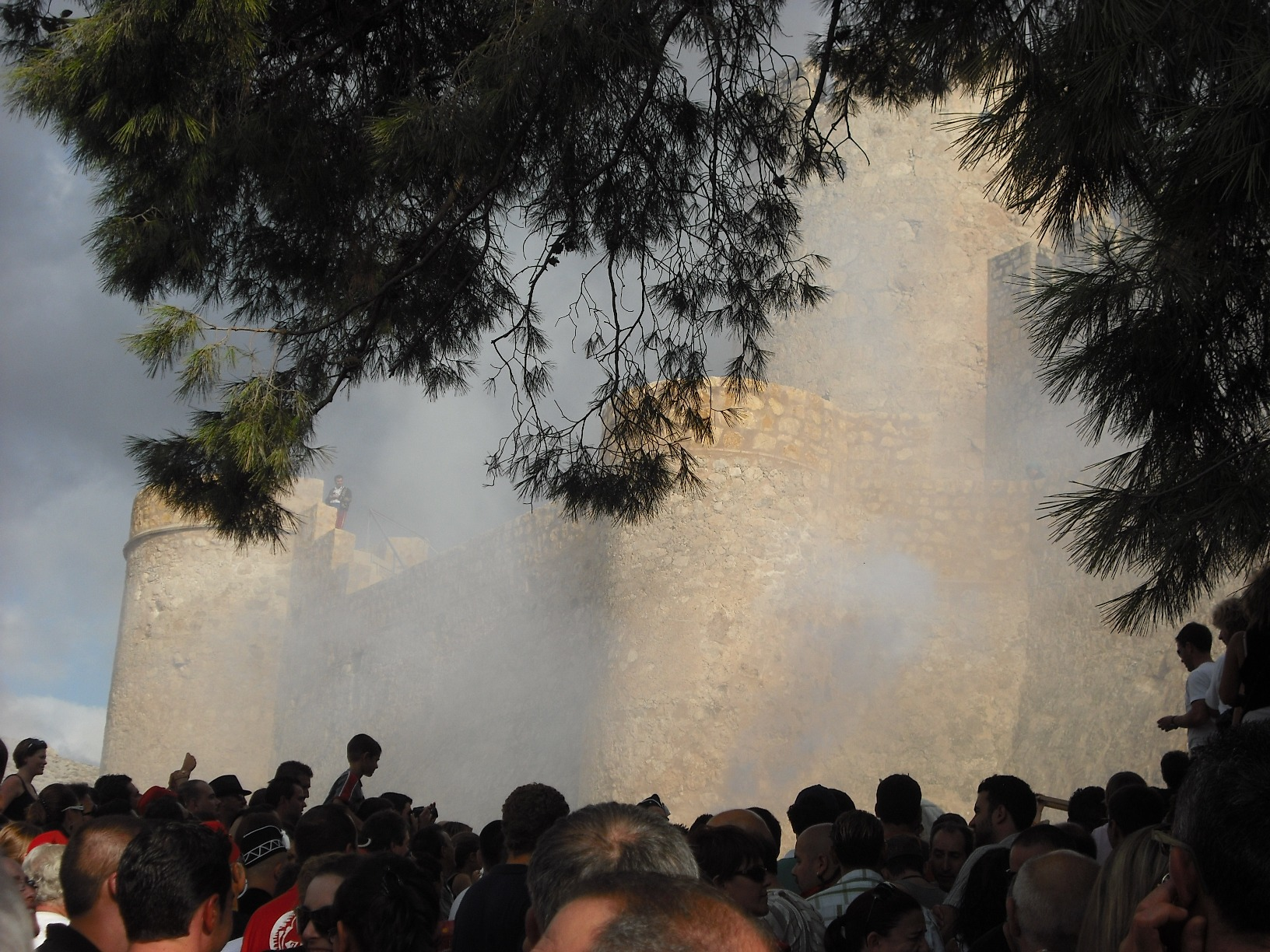
Batalla posterior al desarrollo de una embajada en el Castillo de la Atalaya de Villena, con el aire cargado de la pólvora de los arcabuces.

La embajada es uno de los actos que forman parte de la fiesta en las fiestas de Moros y Cristianos en la Comunidad Valenciana, es una doble representación en la que intervienen pocos personajes, generalmente el capitán, el embajador y un centinela de cada bando. Se lleva a cabo en el marco de un castillo, real o simulado y suele anteceder a la batalla de arcabucería. Primero los musulmanes solicitan la rendición de la plaza, produciéndose el rechazo y la posterior batalla, en la que estos ganan. En el norte de la provincia de Alicante la victoria musulmana suele representarse colocando una efigie, llamada La Mahoma, en una torre del castillo. Posteriormente (el mismo día o varios días después, según el lugar) se invierten los papeles y son los cristianos los que acuden al parlamento, con idéntico resultado y victoria final.
Hay que tener en cuenta que existen diversos modelos de fiesta de moros y cristianos (estilo aragonés, estilo andaluz y estilo valenciano) y cada uno de ellos tiene un modo de desarrollar y vivir la fiesta. No todos tienen los mismos actos, y la embajada no está presenta en todas las modalidades festivas.

## Historia

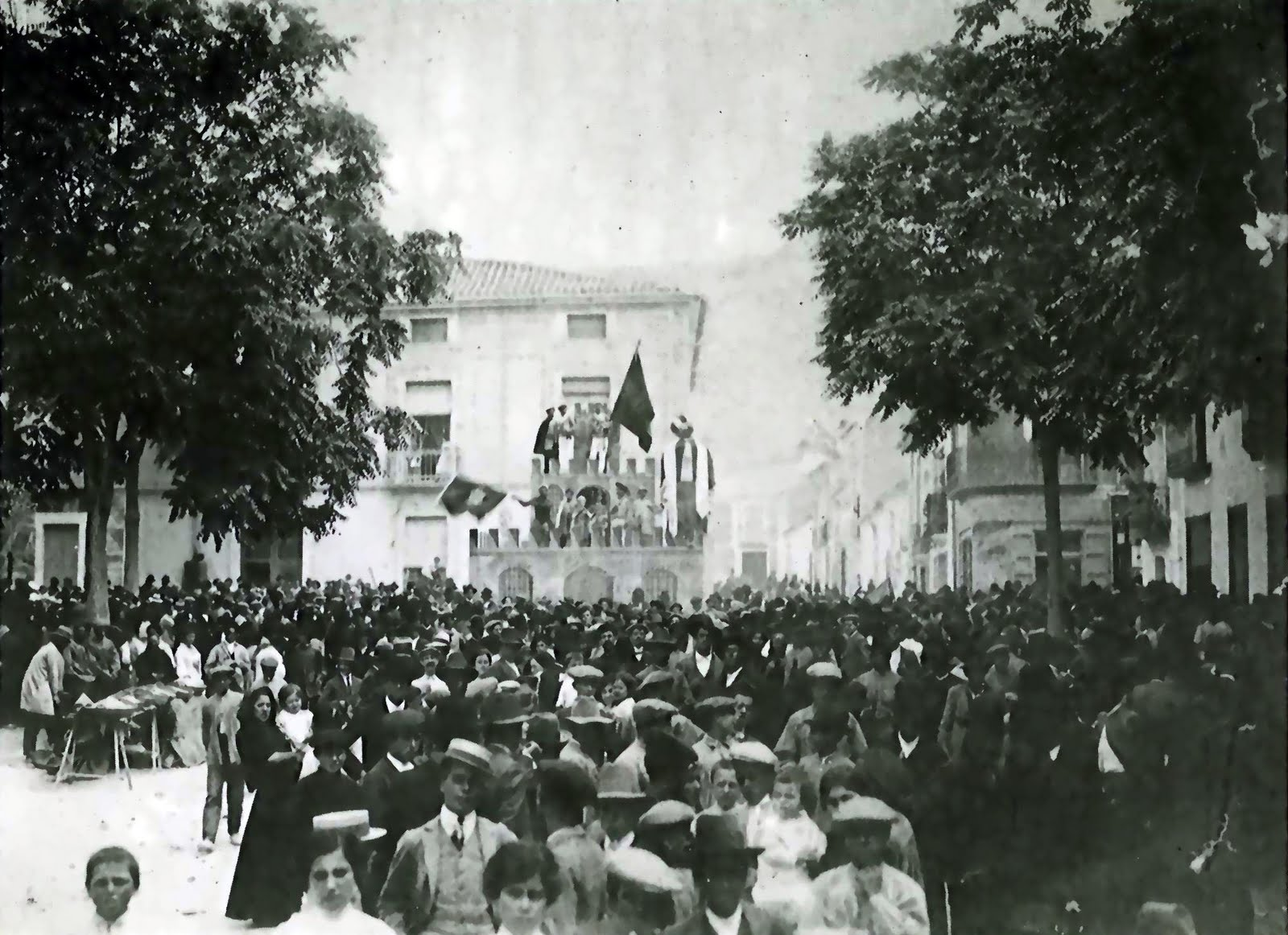
Castillo de embajadas erigido en la Puerta Almansa de Villena, coronado por La Mahoma tras la embajada mora. (Año 1884)

Es difícil establecer el origen de este acto, pero en ningún caso fue anterior al simulacro de batalla, sino que surgió a raíz de este. Se han querido ver sus antecedentes en las comedias de moros y cristianos realizadas en los siglos XVII y XVIII en fiestas patronales de diversas localidades españolas, pero aunque esto valdría para algunas fiestas actuales andaluzas, como las Relaciones, no se ha determinado la conexión con la variante valenciana. Ocurre lo mismo con los célebres Episodios de Caudete (Albacete), basados en la Comedia Poética de 1588, aunque han tenido diversas modificaciones hasta la actualidad.
Una primitiva embajada cuyo texto todavía se conserva, sería la de Jaén de 1462, según la crónica que figura en los Hechos del condestable don Miguel Lucas de Iranzo. Ya tenía prácticamente la misma estructura, mismo argumento e incluso los mismos elementos que las actuales embajadas del área levantina: el parlamento, aunque en forma de una carta leída, las guerrillas o alardos, aunque en forma de juego de cañas o torneo entre caballeros ataviados de moros y cristianos, y la efigie llamada "Mahomad". Incluso termina con la conversión y el bautismo del «rey de Marruecos» al cristianismo, después de haber sido vencido por los cristianos en el juego de cañas, y con el lanzamiento de la efigie a la fuente de la plaza.
Las primeras noticias aisladas de unas embajadas realizadas en festejos con moros y cristianos se dan en la ciudad de Alicante donde ya se nombra expresamente un castillo de embajadas en 1697 y registrada su continuidad gracias a las celebraciones por la boda de Felipe V con Isabel de Farnesio en 1715 y a la coronación de Luis I en 1724. Las dos embajadas de esta ciudad se desarrollaban en un solo día, hasta que en 1783 ya lo hicieron en dos días consecutivos. En Alcoy comenzaron a realizar embajadas en su fiesta en 1741 tomando como modelo las de Alicante, tras un periodo en el que Felipe V les había prohibido cualquier festejo. En estas embajadas participarían "Dos Compañías de Arcabuceros. La una de Christianos, y la otra de Christianos vestidos de Moros". En 1747 también hay unas embajadas en Benilloba en el contexto de las celebraciones por el centenario del patronazgo de San Joaquín.
Si tenemos en cuenta los antecedentes que sirven de base para el origen de la fiesta de Moros y Cristianos como la entendemos hoy en día, al menos en su modelo valenciano, las embajadas estarían directamente relacionadas con el factor del teatro, llegando algunos autores a considerar que la Embajada es el acto principal de la fiesta, atendiendo a la parte histórica de la misma, ya que en ella se rememora la parte más verídica del final de las guerras entre musulmanes y cristianos de la época medieval en España.

## El texto

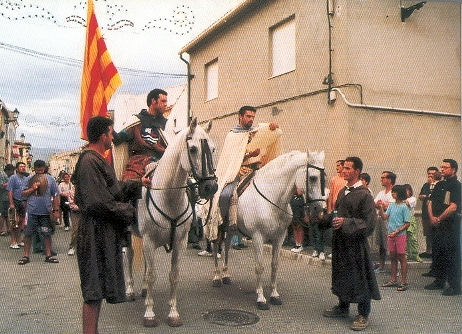
Representación del Tratado de Almizra que se lleva a cabo cada año en Campo de Mirra.

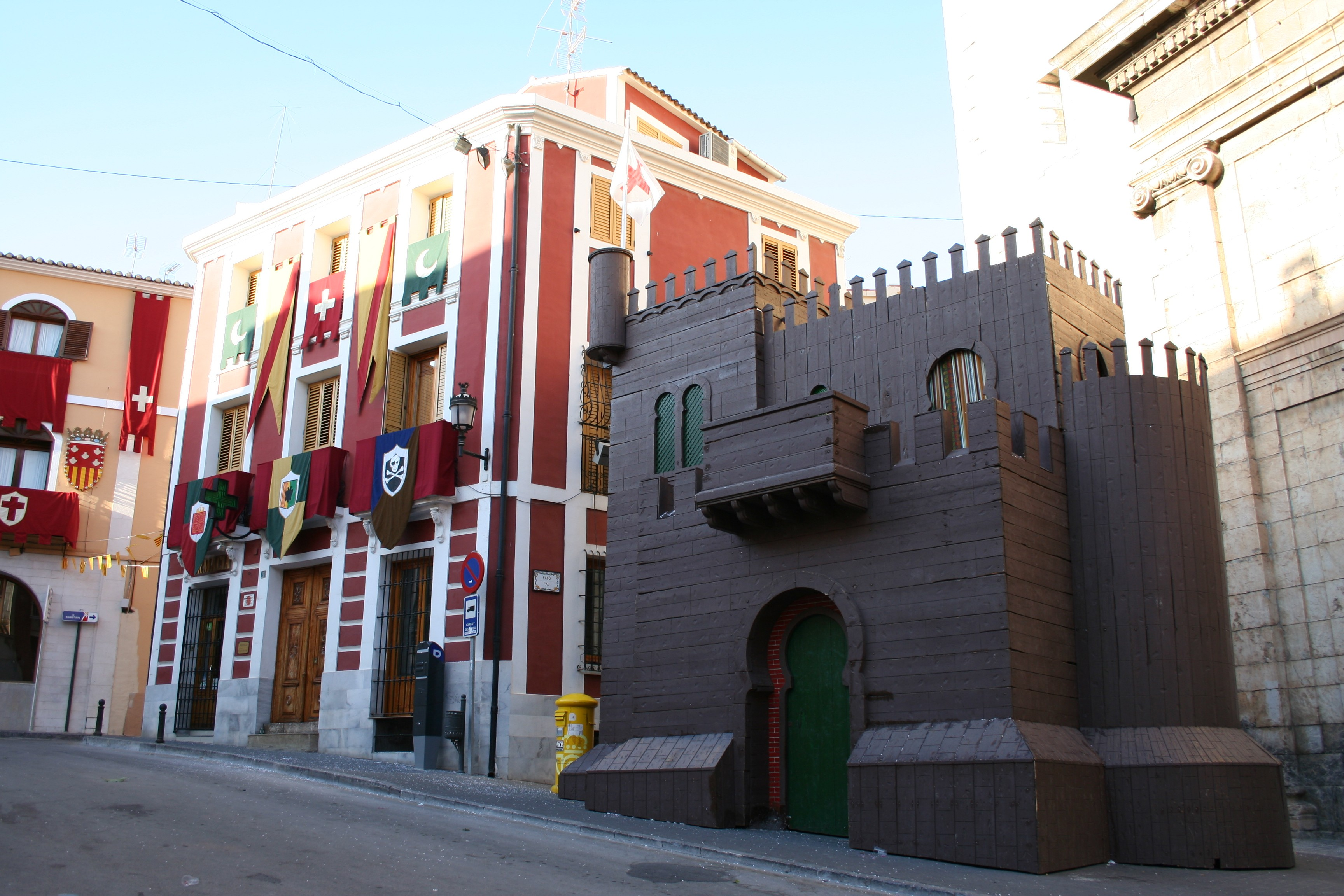
Donde no hay un castillo natural, se levanta uno de chapa o madera.

La embajada es un acto que recoge la rememoración histórica que subyace en toda fiesta de moros y cristianos. Realmente puede decirse que hay dos embajadas, una del bando moro y otra del bando cristiano. La embajada mora normalmente va seguida de un simulacro de batalla, que gana el bando cristiano, que organiza la segunda embajada que concluye con el cese definitivo de la guerra y el triunfo del bando cristiano.  Al tiempo, cada embajada tiene dos parte, una primera que consistiría en la declamación de textos, por parte de los embajadores de cada uno de los bandos, que pueden ser  históricos (referentes a la historia de la localidad sobre el periodo de dominación musulmana y su posterior liberación por las tropas cristianas) y bien elaborados expresamente para los actos festivos, pero relacionados con hechos históricos de la localidad en cuestión. Y una segunda parte que es batalla, que consiste en el alardo.
Tradicionalmente se consideraba que los primeros fragmentos de texto de los que hay constancia se entresacan de la Relación Sucinta impresa por José Martí en Alcoy en 1825, y en 1838 aparecerán completas unas embajadas editadas por Francisco Cabrera, distintas de aquellos fragmentos pero inspiradas en parte, y completamente en castellano. El texto, que aún se interpreta hoy en día ligeramente alterado, con algún fragmento en valenciano, ha sido atribuido por Antonio Castelló Candela al fraile Francisco Antonio Peydro Jordá, que lo realizaría en la década de 1830, y en él habría una defensa de la causa carlista. Unos años después se editó el texto de Jijona, igual al alcoyano con alguna modificación. Según José Fernando Domene Verdú, existiría sin embargo un texto anterior, escrito entre 1810 y 1815, idéntico a los de Villena, Sax y Petrel y que se basaría en uno de Onil del siglo XVIII.
En el caso de Onteniente 1860 el escritor romántico Joaquín José Cervino y Ferrero escribió el texto de Las Embajadas del Moro y del Cristiano para ser declamadas exclusivamente en sus fiestas de Moros y Cristianos. Este acto se declaró bien de interés cultural inmaterial mediante DECRETO 4/2019, de 18 de enero, del Consell. La declaración está inscrita en la Sección Primera del Inventario General del Patrimonio Cultural Valenciano.
Hay otros mucho más recientes, más centrados en el rigor histórico que en la calidad literaria, como los de Elche, Crevillente o, especialmente, el de Campo de Mirra, en el que se representa el famoso Tratado de Almizra. La problemática en torno al origen de las embajadas ha venido tratándose en los tres Congresos nacionales de la Fiesta de Moros y Cristianos (1974, 1985 y 2002), en el I Encuentro de Embajadores (1993) y en el I y II simposium sobre Embajadas (1994 y 1996).
Para la realización de este acto es muy importante el escenario en el que se llevan a cabo, en las localidades que poseen castillo, éste se convierte en el lugar idóneo para estas representaciones teatrales populares, mientras que en aquellas localidades que no lo tienen, se montan y desmontan cada año castillo de cartón piedra donde realizar estos eventos.

## Actos relacionados
En relación con las embajadas existen, en las diversas localidades que celebran fiestas de Moros y Cristianos, varios actos que o bien se inspiran en ellas o se celebran a raíz de éstas:
- Contrabando: diálogo humorístico que protagonizan las comparsas de Contrabandistas y Maseros en Alcoy, Ibi o Villena, entre otras localidades.
- Embajada cachonda: Texto de corte crítico y humorístico que cada año parodia los textos originales. Se representa en la Plaza de Santiago de Villena, junto con las "entradicas" previas a las fiestas.
- Embajada de la Calle del Marqués: celebrada en Elda, esta embajada de corte humorístico se desarrolla entre dos balcones de la antigua calle eldense "El marqués", ahora denominada "Méndez Núñez". El acto discurre la noche del viernes de las fiestas de Moros y Cristianos y tanto el moro como el escribano discuten por la idoneidad de conquistar el castillo en un ambiente jocoso cargado de humor y crítica de la actualidad.
- Pacto de la Alianza: Embajada del siglo XIX, entre las comparsas de Cristianos y Romanos de Villena, donde pactan unir sus fuerzas frente al invasor. Actualmente se representa una versión entre Cristianos y Estudiantes.
- Embajada de Beduinos y Alijo: celebrado en Villajoyosa, en él las compañías de Beduinos y Contrabandistas se unen a sus respectivos bandos para la batalla.
- Ambaixada del Tonell: celebrada en Muro de Alcoy, en ella ocurre una disputa humorística por un barril de vino, cuyo texto se escribió a inicios del siglo XX.
- Juicio sumarísimo al moro traidor: Representación en la que su protagonista, por amor a una cristiana, se había convertido a dicha fe y es ejecutado; tiene lugar en Jijona o Ibi, entre otras localidades.
- Conversión del moro al cristianismo: representada en Villena, es una adaptación del texto editado en el siglo XVIII, Coloquio al Santo Nacimiento de Nuestro Señor Jesuchristo entre un Moro y un Cristiano, de Diego de Ornedillo.
- Despojos: representación en la que se desviste al moro converso, que tiene lugar en Bañeres, Bocairente, Benejama y Fontanares.